# Bitterkoekje

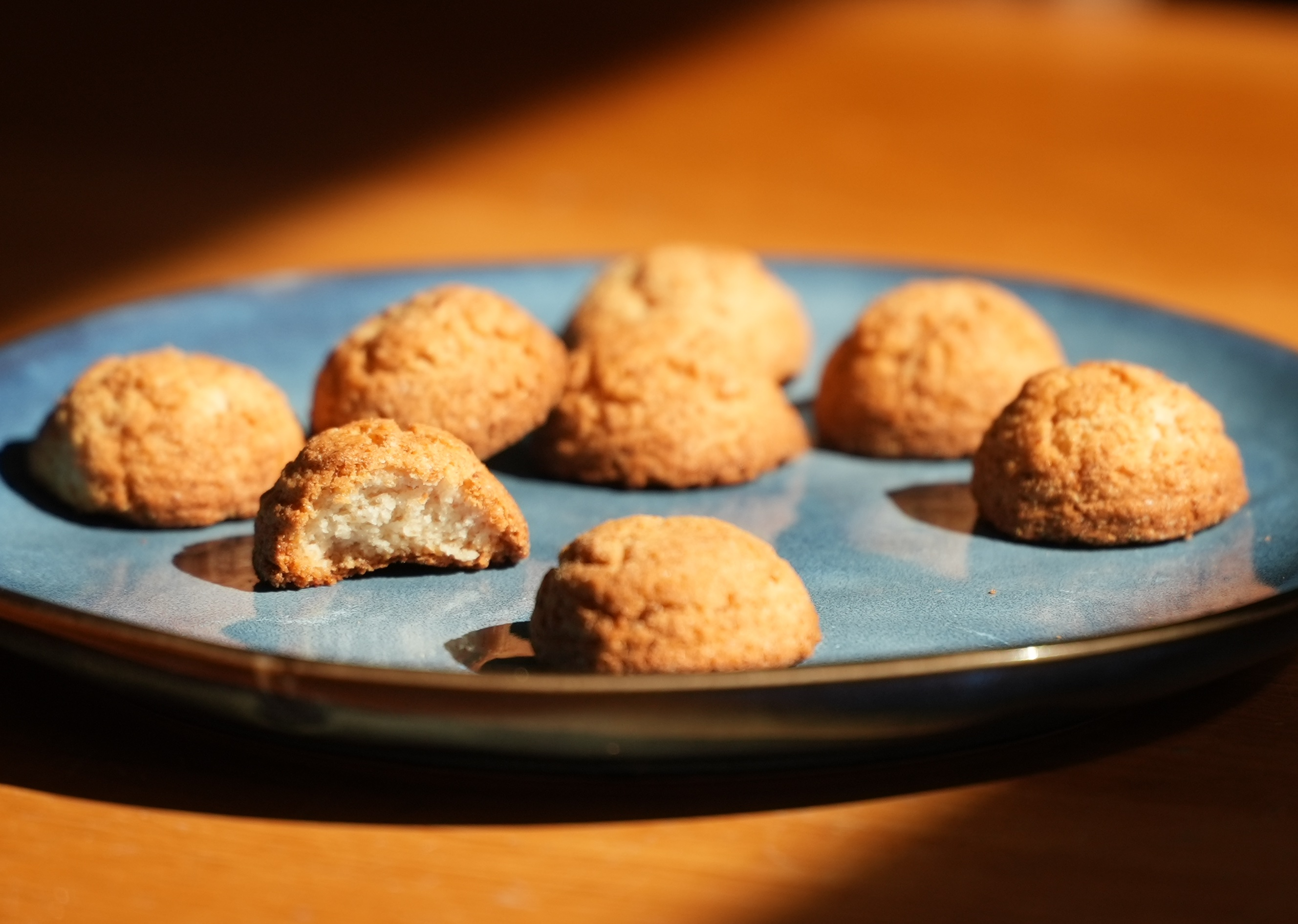
Bitterkoekjes

Een bitterkoekje is een koekje dat bestaat uit een mengsel van gemalen bittere amandelen, kristalsuiker en eiwit.
Dit mengsel wordt op een bakplaat gespoten en platgedrukt, waarna het in een oven wordt gebakken. In plaats van amandelen wordt ook wel het binnenste van abrikozenpitten gebruikt als goedkoop alternatief.

## Italië
In Italië bestaat een soortgelijk koekje, amaretto, dat met zoete amandelen wordt bereid. Het is vaak harder dan de variant die in Nederland bekend is.